# Maadar
Maadar (tiếng Ả Rập: معدر) là một ngôi làng của Syria ở huyện Qudsaya thuộc tỉnh Rif Dimashq. Theo Cục Thống kê Trung ương Syria (CBS), Maadar có dân số 66 trong cuộc điều tra dân số năm 2004.